# Nonaflát

A nonaflát anion szerkezeti képlet

A nonaflát (CF3CF2CF2CF2SO3–) a nonafluorbutánszulfonátok, azaz a perfluorbutánszulfonsav sóinak és észtereinek triviális neve. Felhasználásuk a triflátokéhoz hasonló.

## Fordítás
Ez a szócikk részben vagy egészben  a   Nonaflate című angol Wikipédia-szócikk ezen változatának fordításán alapul.  Az eredeti cikk szerkesztőit annak laptörténete sorolja fel. Ez a jelzés csupán a megfogalmazás eredetét és a szerzői jogokat jelzi, nem szolgál a cikkben szereplő információk forrásmegjelöléseként.